# Liste der Bodendenkmäler in Gattendorf (Oberfranken)
Auf dieser Seite sind die Bodendenkmäler in der oberfränkischen Gemeinde Gattendorf zusammengestellt. Diese Tabelle ist eine Teilliste der Liste der Bodendenkmäler in Bayern. Grundlage ist die Bayerische Denkmalliste, die auf Basis des Bayerischen Denkmalschutzgesetzes vom 1. Oktober 1973 erstmals erstellt wurde und seither durch das Bayerische Landesamt für Denkmalpflege geführt wird. Die folgenden Angaben ersetzen nicht die rechtsverbindliche Auskunft der Denkmalschutzbehörde.

## Bodendenkmäler in Gattendorf
| Lage                   | Objekt | Akten-Nr.     | Bild |
| ---------------------- | --- | ------------- | ---- |
| (Standort)             | Archäologische Befunde des Mittelalters und der frühen Neuzeit im Bereich des Rittergutes von Gumpertsreuth. | D-4-5637-1061 |      |
| (Standort)             | Hofwüstung der frühen Neuzeit. | D-4-5637-1068 |      |
| Kirchberg 6 (Standort) | Archäologische Befunde des Mittelalters und der frühen Neuzeit, darunter solche von Vorgängerbauten und Bestattungen, im Bereich der evangelisch-lutherischen Pfarrkirche von Kirchgattendorf mit Kirchhof.                                                                                             | D-4-5638-0007 |      |
| (Standort)             | Archäologische Befunde im Bereich der mittelalterlichen und frühneuzeitlichen Burgruine von Schlossgattendorf, im 16. Jahrhundert zuletzt wiederhergestellt; im 18. Jahrhundert Brauhaus, zugehörig abgegangene Gärten der frühen Neuzeit im Inneren des ehemaligen Grabens und im Südosten der Anlage. | D-4-5638-0008 |      |
| (Standort)             | Archäologische Befunde im Bereich des frühneuzeitlichen Schlosses von Schlossgattendorf. | D-4-5638-0009 |      |